# Monkey Mia
Monkey Mia – niewielka miejscowość turystyczna w Australii Zachodniej nad Zatoką Rekina, ok. 850 km na północ od Perth i 25 km północny wschód od Denham.

## Opis
Monkey Mia leży na wschodnim wybrzeżu półwyspu Peron nad Zatoką Rekina. Plaża w Monkey Mia to jedno z nielicznych miejsc na świecie, gdzie żyjące na swobodzie delfiny butlonosy podpływają do stojących na brzegu ludzi. Prawie codziennie między godziną 7:45 a 12:00 na plażę przypływa pięć samic z małymi i są karmione przez strażników z Departamentu ds. Parków i Dzikiej Przyrody (ang. Department Parks and Wildlife (DPaW)), którym mogą asystować turyści. Delfiny przypływają na plażę od lat 60. XX wieku, kiedy rybacy zaczęli karmić je odpadkami z połowów.  
Od 1984 roku delfiny z Monkey Mia są przedmiotem nieprzerwanych obserwacji i badań biologów z wielu krajów – są to najdłużej prowadzone nieprzerwane badania delfinów butlonosych na świecie. 
Miejscowość znajduje się na terenie Parku Morskiego Zatoki Rekina. Cała Zatoka Rekina wpisana jest na listę światowego dziedzictwa UNESCO.